# Spodumen
Spodumen – minerał z gromady krzemianów, zaliczany do grupy piroksenów. Należy do minerałów rzadkich, rozpowszechnionych tylko w niektórych rejonach Ziemi.
Nazwa pochodzi od gr. spodos = popiół (spodios = szary), nawiązując do szarej, przypominającej popiół barwy tego minerału; gr. spodumentos = spopielony (spodoustha = obrócić się w popiół), nawiązuje z kolei do wyglądu produktu prażenia spodumenu w płomieniu dmuchawki.

## Właściwości
Krystalizuje w układzie jednoskośnym. Tworzy stosunkowo często kryształy o pokroju słupkowym, listewkowym, tabliczkowym, wzdłużnie prążkowanym lub kolumnowym, osiągające niekiedy gigantyczne rozmiary (o długości kilkunastu metrów i wadze kilkudziesięciu ton); wrosłe i narosłe. Występuje także w formie bliźniaków wg {100}. Na kryształach są często charakterystyczne zbrużdżenia. Występuje też w postaci skupień zbitych, masywnych, ziarnistych, pręcikowych, grubopręcikowych i promienistych. Jest kruchy i przezroczysty do przeświecającego. Niektóre kryształy wykazują efekt kociego oka, czasami także silną fluorescencję. Jest minerałem bardzo delikatnym, wskutek upadku ulega rozbiciu, nieodporny na podwyższoną temperaturę oraz wrażliwy na światło – blednie. Barwi płomień na intensywnie czerwony kolor, ze względu na obecność litu. Odmiany barwn wykazują charakterystyczny pleochroizm. 

### Odmiany
Spodumeny mogą być bezbarwne, barwne i wielobarwne. Rozróżnianie spodumenów mieniących się kolorem jest możliwe dzięki szczegółowemu nazewnictwu. Spośród nich wyróżnia się:
- tryfan – barwa biała, żółtobiała, żółta, zielonkawożółta lub złocistobrunatna
- hiddenit – barwa żółtozielona, zielona, ciemnozielona
- kunzyt – barwa niebieskopurpurowa, fioletowa, fioletowoczerwona, różowa
- nuristanit – barwa szara, szaroniebieska, niebieska

Zabarwienie wywołują domieszki żelaza (tryfan), chromu (hiddenit), manganu (kunzyt), oraz niekiedy sodu i wanadu.

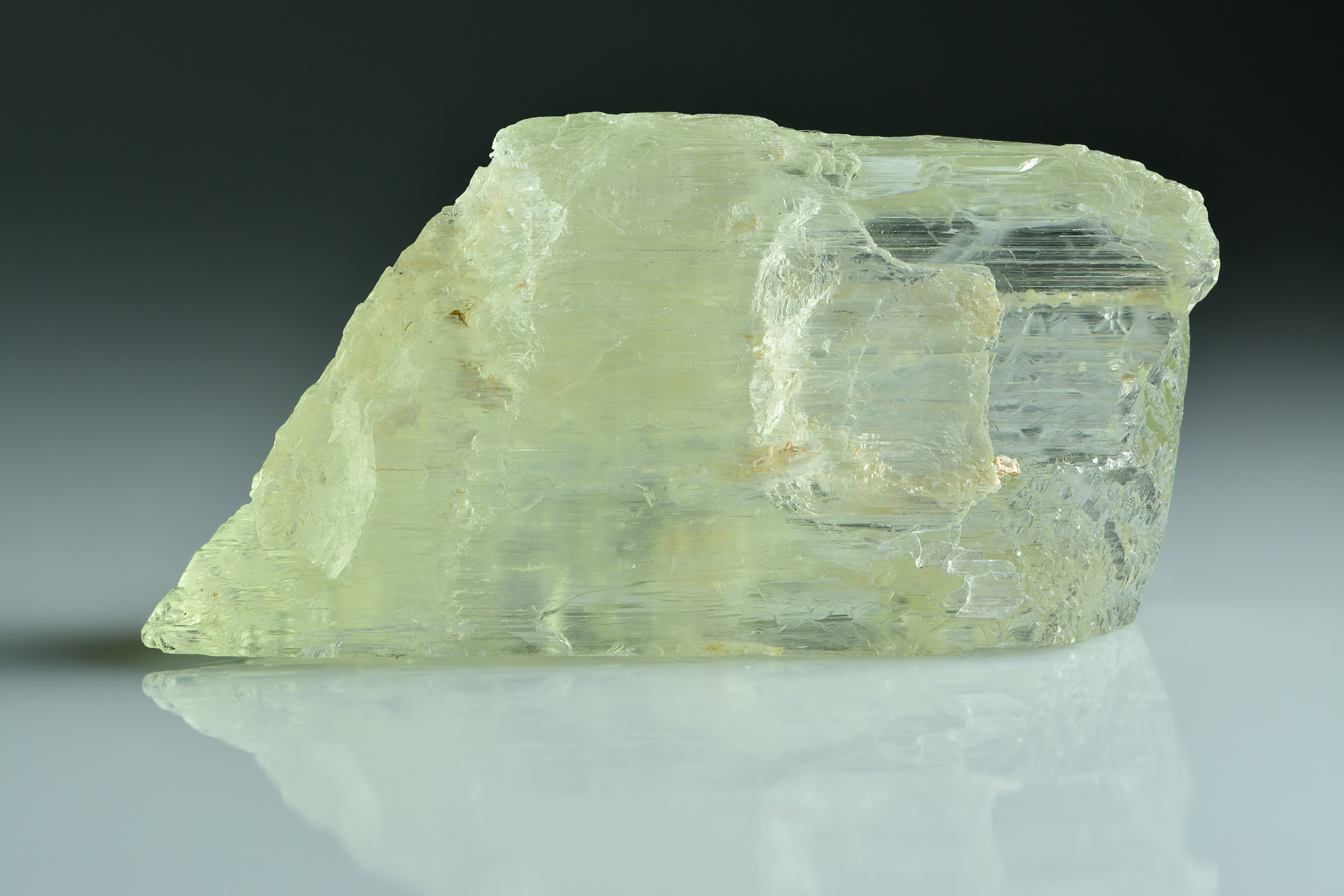
Hiddenit

## Występowanie
Stanowi częsty składnik pegmatytów litowych. Spotykany również w pegmatytach granitowych, aplitach, gnejsach i druzach. Współwystępuje z berylem, turmalinem, amblygonitem, muskowitem, biotytem, lepidolitem, kwarcem, skaleniami, albitem, mikroklinem, petalitem, spessartynem, litiofylitem, tryfylinem i kasyterytem. 

## Miejsce występowania
- Brazylia – Minas Gerais[1][4];
- USA – Kalifornia, Dakota Południowa[1], Karolina Północna, Connecticut;
- Rosja – Ural, Zabajkale;
- Polska – Karkonosze, okolice góry Ślęży, Piława Górna[3], Góry Sowie[4],
- Afganistan – Nuristan;
- Włochy – Elba;
- Pakistan[4];
- oraz w takich krajach jak Madagaskar, Mjanma, Chiny, Zimbabwe, Namibia, Australia, Wielka Brytania, Szwecja, Finlandia czy Czechy[1][4].

Ogromne okazy znajdowane są w Dakocie Południowej w USA (16 m długości, 90 t wagi).

## Zastosowanie
- spodumen stanowi ważne źródło otrzymywania litu[3].
- jest używany w przemyśle chemicznym, szklarskim, ceramicznym, do produkcji baterii alkalicznych, dodatek do smarów (obniżając temperaturę ich krzepnięcia).
- do wyrobu pierścionków, broszek i wisiorków[2].
- jest bardzo atrakcyjnym kamieniem kolekcjonerskim.
- należy do poszukiwanych i często wykorzystywanych kamieni jubilerskich.